# Dinastia dels Sayyids
La dinastia dels Sayyids o Dinastia Sayyid fou una nissaga que va governar el sultanat de Delhi, formada només per quatre sobirans:
- Sayyid Khidr Khan 1414-1421, seguit pel seu fill:
- Sayyid Mubarak-Xah 1421-1435, seguit pel seu nebot (fill del seu germà Sayyid Farid Khan):
- Sayyid Muhàmmad-Xah 1435-1445, succeït pel seu fill:
- Sayyid Alà-ad-Din Àlam-Xah 1445-1451 (a Badaun fins al 1478)

Sembla que el pare del primer sultà, de nom Malik Sulayman, es va proclamar sàyyid pel prestigi del títol, ja que no tenia altre suport ètnic o de la noblesa. Khidr Khan també es considerava que tenia les qualitats morals d'un sàyyid.
Malik Nasir al-Mulk Mardan Dawlat, un emir i iktadar de Multan força influent en el temps del sultà Firuz Xah Tughluq (1351-1388), va adoptar com a fill a Malik Sulayman, el qual fou el pare de Sayyid Khidr Khan. Aquest fou mukta de Multan en data desconeguda posterior al 1388, però fou deposat el 1395 a causa d'un desacord amb Sarang Khan, governador de Dipalpur i germà de Mallu Ikbal que no tardaria a obtenir tot el poder, excepte la corona, a Delhi. Khidr fou fet presoner a la lluita i Sarang va ocupar Multan. Però el 8 d'octubre de 1397 Sarang fou derrotat per Tatar Khan a la batalla de Kotla; Khidr Khan per aquest temps es va poder escapar i es va unir a Tamerlà que poc després va envair el Panjab; l'avantguarda anava manada pel net de Tamerlà, Pir Muhammad i al seu darrere Tamerlà va creuar l'Indus el setembre de 1397 i va marxar cap a Delhi. Després d'haver hagut d'aixecar el setge d'Uchch, el net de Tamerlà va derrotar a Sarang Khan a la vora del Beas i va atacar Multan que es va rendir després d'un setge (1398). Sarang Khan Lodi va ser executat i Sayyid Khidr Khan fou reinstal·lat com a governador i rebé a més el ikta (feu) de Dipalpur. Tamerlà fins i tot el va nomenar governador de Delhi però Khidr no va anar a prendre possessió de la capital, tot i que en endavant es va declarar sempre virrei del gran conqueridor.
El 14 de novembre de 1405 Mallu Ikbal, que tenia el poder a Delhi, es va enfrontar a Khidr Khan i fou derrotat i mort per aquest a la vora del Dhanda al districte d'Ajudhan (Ajodhan). El sultà Nàssir-ad-Din Mahmud Xah Tughluq, exiliat a Kanauj on era només un reietó local, fou cridat pels influents nobles Dawlat Khan Lodi i Ikhtiyar Khan, i fou restablert amb plens poders a Delhi el 1405. El gener de 1407 Khidr es va dirigir cap a Delhi i va ocupar Hisar Firuza i Sirhind, però la primera fou recuperada pel sultà Nàssir-ad-Din Mahmud Xah Tughluq el 1408. El gener de 1409 Khidr va enviar a un dels seus lloctinents de nom Malik Tuhfa, a assolar el Doab, mentre ell mateix avançava cap a Delhi i va assetjar a Mahmud Xah a Siri i a Ikhtiyar Khan a Firuzabad. Khidr es va haver de retirar per manca de subministraments però el 1410 va tornar i va conquerir Rohtak i va atacar després Delhi (1411) retirant-se altre cop. Mahmud Xah va morir el novembre de 1412 i Dawlat Khan Lodi fou proclamat sultà. El novembre/desembre de 1413, per tercera vegada, Khidr va avançar contra Delhi, assetjant la fortalesa de Siri que va resistir quatre mesos, fins que finalment Dawlat Khan es va rendir (1414) i fou enviat presoner a Hisar Firuza. El 6 de juny de 1414 Khidr Khan entrava a Delhi i es feia proclamar sultà fundant la dinastia dels Sayyids. Llegia la khutba en nom de Xah Rukh, fill i successor de Tamerlà, la imatge i nom del qual va posar a les monedes.
Va morir el 20 de maig de 1421 i el va succeir el seu fill Muizz al-Din Sayyid Mubarak shah (Sayyid Mubarak-Xah). La seva autoritat només abraçava alguns districtes de l'Hindustan propi i Multan i va haver de renunciar a la seva pretensió d'establir el domini al Panjab quan li va caler anar en ajut de Gwalior, amenaçada per Alp Khan Hushang Shah de Malwa (1405-1435), que finalment es va retirar al seu país. Va fer front a les revoltes de Jasrat Khokar i de Tughan Rais; va establir una guarnició a Lahore i va fer campanyes a Katehr i Kampil. També hi va haver conflictes a Etawah, Multan, Bayana, Gwalior i Mewat i una guerra contra el sultà de Jaunpur Ibrahim Shah Sharki. Va fer també alguna expedició contra els khokars. Dins la mateixa família es van revoltar els fills de Sayyid Selim (estiu del 1430). El febrer/març del 1431 va enfrontar l'expedició de Shaykh Ali de Kabul. El 19 de febrer de 1434 va ser assassinat per orde de Sarwar al-Mulk, un ministre al qual Mubarak havia destituït l'any anterior. Com que no tenia fills el va succeir el seu nebot Sayyid Muhàmmad-Xah (fill de Farid Khan, germà de Mubarak).
Degut a la invasió del sultanat per Mahmud Shah I Khalji de Malwa va haver de demanar l'ajut de Bahlul Lodi del Panjab (1441) i aquest en compensació va rebre oficialment els governs de Lahore i Dipalpur; revoltat poc després, va intentar conquerir Delhi però va fracassar. Muhàmmad Xah va morir poc temps després (vers 1343/1345) i el va succeir el seu fill Sayyid Alà-ad-Din Àlam-Xah (1445-1451).
El 1447 Bahlul Lodi va tornar a atacar Delhi sense èxit. El 1448 el sultà va decidir executar al seu visir Hamid Khan que assabentat, va fugir a Badaun però poc després es va apoderar del palau de Delhi (1448), mentre el sultà fugia precisament a Badaun. Mahmud Shah Sharki de Jaunpur va reclamar el tron de Delhi al·legant que el sultà Sayyid Alà-ad-Din Àlam-Xah era el germà de la seva dona. Hamid Khan es va veure en posició dèbil a causa de les maniobres del sultà i de l'hostilitat de part de la noblesa de Delhi, i va cridar a Bahlul Lodi de Sirhind, Lahore, Dipalpur i en general del Panjab. Bahlul va anar a Delhi, però hàbilment va refusar assolir el govern perquè es va adonar que les circumstàncies no eren favorables. Dos anys després va ordenar al seu cosí i cunyat Kutb Khan Lodi l'arrest d'Hamid Khan, del que no es fiava, i va proposar restaurar al tron amb poder efectiu a Sayyid Alà-ad-Din Àlam-Xah, però aquest va abdicar a favor de Bahlul preferint viure una vida fàcil allunyat del poder a Badaun on va restar fins a la seva mort el juliol del 1478. Així Bahlul va pujar al tron de Delhi el 19 d'abril de 1451 amb el títol d'Abu l-Muzaffar Bahlul Shah inaugurant la dinastia Lodi. Kutb Khan Lodi per ordre de Bahlul va enverinar a Hamid Khan poc després.